# دومينغو غونزاليس راميريز
دومينغو غونزاليس راميريز (بالإسبانية: Aníbal González Ramirez)‏ (8 أبريل 1995 في المكسيك - ) هو لاعب كرة قدم تشيلي ومكسيكي في مركز الهجوم. لعب مع كولو-كولو ونادي أوهيجينس وColo-Colo B ‏.

## وصلات خارجية
- دومينغو غونزاليس راميريز على موقع قاعدة بيانات كرة القدم.إي يو (الإنجليزية)
- دومينغو غونزاليس راميريز على موقع Soccerway.com (الإنجليزية)
- دومينغو غونزاليس راميريز على موقع AS.com (الإسبانية)